# Emil Holm (Fußballspieler)
Emil Holm (* 13. Mai 2000 in Göteborg) ist ein schwedischer Fußballspieler. Er steht aktuell beim FC Bologna unter Vertrag.

## Karriere

### Verein
Im Sommer 2021 verpflichtete Spezia Calcio Holm, gab ihm ein Fünfjahresvertrag und verlieh ihn für ein Jahr zurück zu Sönderjyske bis zum Sommer 2022.
Im Sommer 2024 wechselt Holm von Spezia Calcio zum FC Bologna.

### Nationalmannschaft
Nachdem er bereits für die U-19- und U-21-Auswahl Schwedens aktiv gewesen war, wurde Emil Holm von Janne Andersson 2022 zum ersten Mal in den Kreis der schwedischen Nationalmannschaft berufen. Er gehörte zum Kader für die Freundschaftsspiele gegen Mexiko und Algerien wurde er in beiden Partien über die volle Spielzeit als Rechtsverteidiger. Sein erstes Pflichtspiel bestritt Holm am 9. September 2023 beim 5:0-Sieg gegen Estland, als er in der 79. Minute für Linus Wahlqvist eingewechselt wurde.

## Erfolge
FC Bologna
- Italienischer Pokalsieger: 2024/25